# Ёкканъёган (приток Коликъёгана)
Ёкканъёган (Ёхканъёган, устар. Еккан-Еган) — река в России, протекает по Нижневартовскому району Ханты-Мансийского АО. Устье реки находится в 41 км от устья по левому берегу реки Колекъёган. Длина реки составляет 157 км, площадь водосборного бассейна 1330 км².

## Притоки
- 64 км: Мыкпайёган (пр)
- 86 км: Пехъёган (лв)
- 104 км: Ай-Ёкканъёган (пр)

## Данные водного реестра
По данным государственного водного реестра России относится к Верхнеобскому бассейновому округу, водохозяйственный участок реки — Вах, речной подбассейн реки — бассейн притоков (Верхней) Оби от Васюгана до Ваха. Речной бассейн реки — (Верхняя) Обь до впадения Иртыша.